# Kongres Nowej Prawicy
Kongres Nowej Prawicy (Nowa Prawica, KNP) – polska prawicowa partia polityczna o charakterze konserwatywno-liberalnym i eurosceptycznym. Powołana została przez działaczy Wolności i Praworządności oraz grupy byłych działaczy Unii Polityki Realnej skupionych wokół Stanisława Żółtka. Zarejestrowana została 25 marca 2011 jako Unia Polityki Realnej – Wolność i Praworządność. 12 maja 2011 partia przyjęła nazwę „Kongres Nowej Prawicy”. Na czele ugrupowania stanął Janusz Korwin-Mikke, którego 5 stycznia 2015 zastąpił Michał Marusik. 28 stycznia 2017 na nowego prezesa został wybrany Stanisław Żółtek, od 2019 jednocześnie prezes partii PolExit. Symbolem partii jest trójkolorowy feniks.

## Historia

### Geneza
Ugrupowanie utworzyli zwolennicy prezesa partii Wolność i Praworządność Janusza Korwin-Mikkego, który uzyskał w wyborach prezydenckich w 2010 416 898 głosów poparcia (2,48%), co dało mu 4. wynik spośród dziesięciu kandydatów. 9 października 2010 politycy wyrejestrowanej 3 dni wcześniej WiP oraz popierający Janusza Korwin-Mikkego działacze z jego dawnej partii Unii Polityki Realnej podjęli decyzję o „połączeniu” i utworzeniu partii o nazwie „Unia Polityki Realnej – Wolność i Praworządność”. Grupy te w wyborach samorządowych w 2010 organizowały Komitet Wyborczy Wyborców Ruch Wyborców Janusza Korwin-Mikke, którego pełnomocnikiem wyborczym był Tomasz Sommer. Komitet wystawił listy kandydatów głównie do sejmików, co miało miejsce w 13 województwach. Najlepsze rezultaty RW JKM uzyskał w województwach małopolskim (2,69%) i mazowieckim (2,32%). W skali kraju kandydaci RW JKM uzyskali 1,22% głosów, co dało 7. miejsce spośród wszystkich komitetów. Komitet wystawił również kilku kandydatów na prezydentów miast. Lider WiP-u Janusz Korwin-Mikke wystartował na prezydenta Warszawy, zajmując 4. miejsce z wynikiem 3,9% głosów. Wniosek o rejestrację partii UPR-WiP został złożony do sądu 3 grudnia 2010. Ugrupowanie zostało zarejestrowane 25 marca 2011.

### Działalność

#### 2011–2013
Pierwszą inicjatywą partii UPR-WiP była organizacja Kongresu Nowej Prawicy, który odbył się 16 kwietnia 2011 w warszawskim PKiN-ie. Pojawiło się na nim około 2 tys. osób, głównie sympatyków partii. Występowali m.in. Krzysztof Rybiński, Andrzej Sośnierz, Rafał Ziemkiewicz, Krzysztof Bosak, Artur Zawisza, Romuald Szeremietiew, Stanisław Michalkiewicz, Władysław Reichelt, Tomasz Sommer i Adam Wielomski. 12 maja „Kongres Nowej Prawicy” został nową nazwą partii, przyjętą przez konwentykl.
Na wybory parlamentarne w 2011 partia zarejestrowała własny komitet wyborczy, pod nazwą oficjalnego skrótu ugrupowania („Nowa Prawica – Janusza Korwin-Mikke”). Państwowa Komisja Wyborcza zarejestrowała listy ugrupowania do Sejmu w 21 z 41 okręgów wyborczych. Działacze partii złożyli petycję do Sądu Najwyższego z prośbą o wyjaśnienie, czy PKW miała prawo odmówić im rejestracji list we wszystkich okręgach. Nie została ona rozpatrzona, podobnie jak skarga do Wojewódzkiego Sądu Administracyjnego. Z powodu braku rejestracji części list w wyborach nie wystartował m.in. Janusz Korwin-Mikke. Na listach KNP znalazła się nieliczna grupa członków innych partii: UPR, Partii Zielonych Rzeczypospolitej Polskiej oraz LPR. W wyborach do Senatu kandydaci Nowej Prawicy zostali zarejestrowani w 10 ze 100 okręgów wyborczych. W wyborach do Sejmu komitet otrzymał 151 837 (1,06%) głosów, zajmując 7. miejsce (niemal dwukrotnie wyprzedzając PPP-Sierpień 80, która startowała we wszystkich okręgach). W wyborach do Senatu kandydaci Kongresu także nie uzyskali mandatów.
W listopadzie 2012 oficjalnie powołano młodzieżówkę partii (Sekcję Młodzieżową KNP), która nieformalnie działała już wcześniej (jej prezesem został krakowski działacz Lech Walicki). Przyjmowane są do niej osoby pełnoletnie, jednak współpracuje też z osobami niepełnoletnimi. Wcześniej osoby niepełnoletnie związane z ugrupowaniem skupiały się w stowarzyszeniu Liberalni, które jednak w październiku 2012 zakończyło współpracę z partią, z której odeszła wówczas grupa działaczy na czele z jednym z wiceprezesów Olafem Wojakiem.
W 2013 Janusz Korwin-Mikke był kandydatem partii w wyborach uzupełniających do Senatu w okręgu rybnickim, uzyskując 2160 (7,92%) głosów i zajmując 6. miejsce spośród 8 kandydatów. W tym samym roku w przedterminowych wyborach samorządowych w Elblągu KNP wystartował wspólnie z PJN i SD w ramach komitetu Naszą Partią jest Elbląg, który na prezydenta miasta wystawił działacza PJN. Komitet nie uzyskał mandatów w radzie miasta.

#### 2014

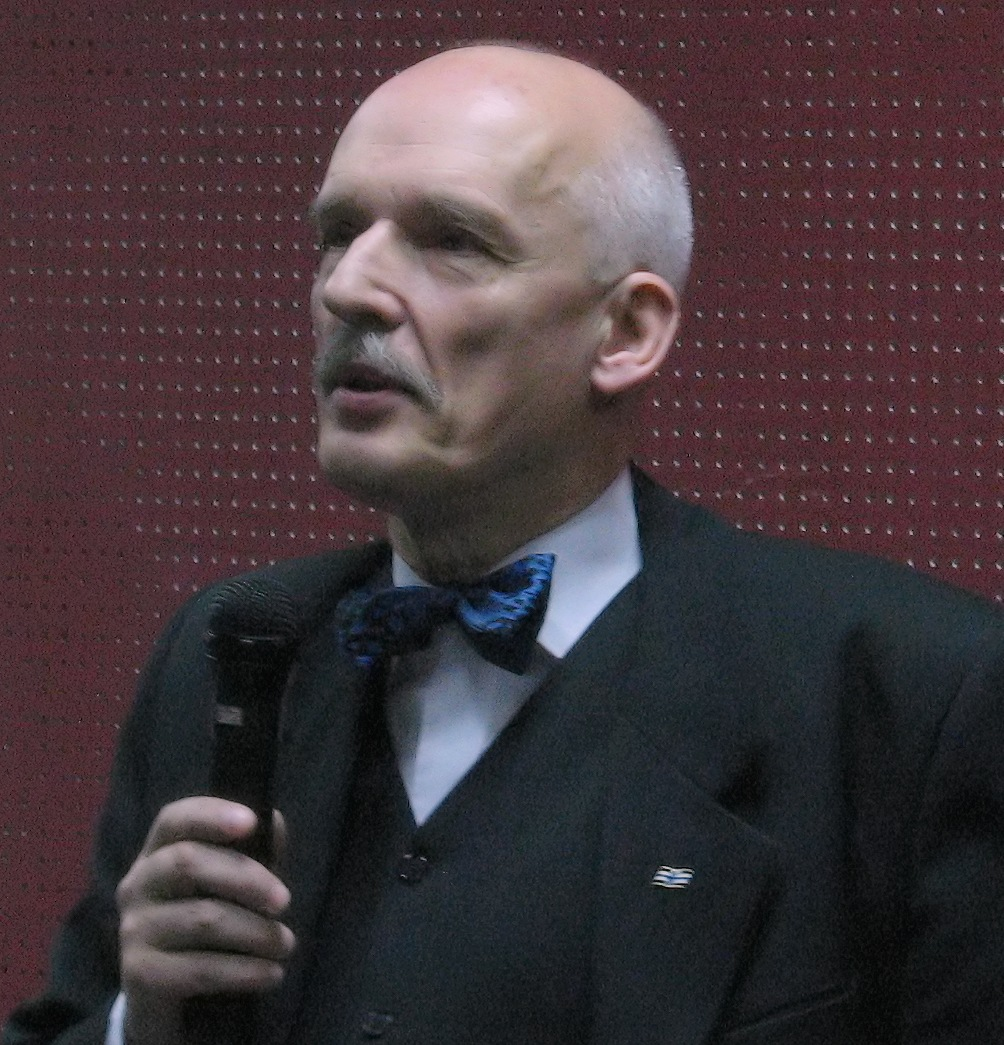
Janusz Korwin-Mikke, prezes partii w latach 2011–2015

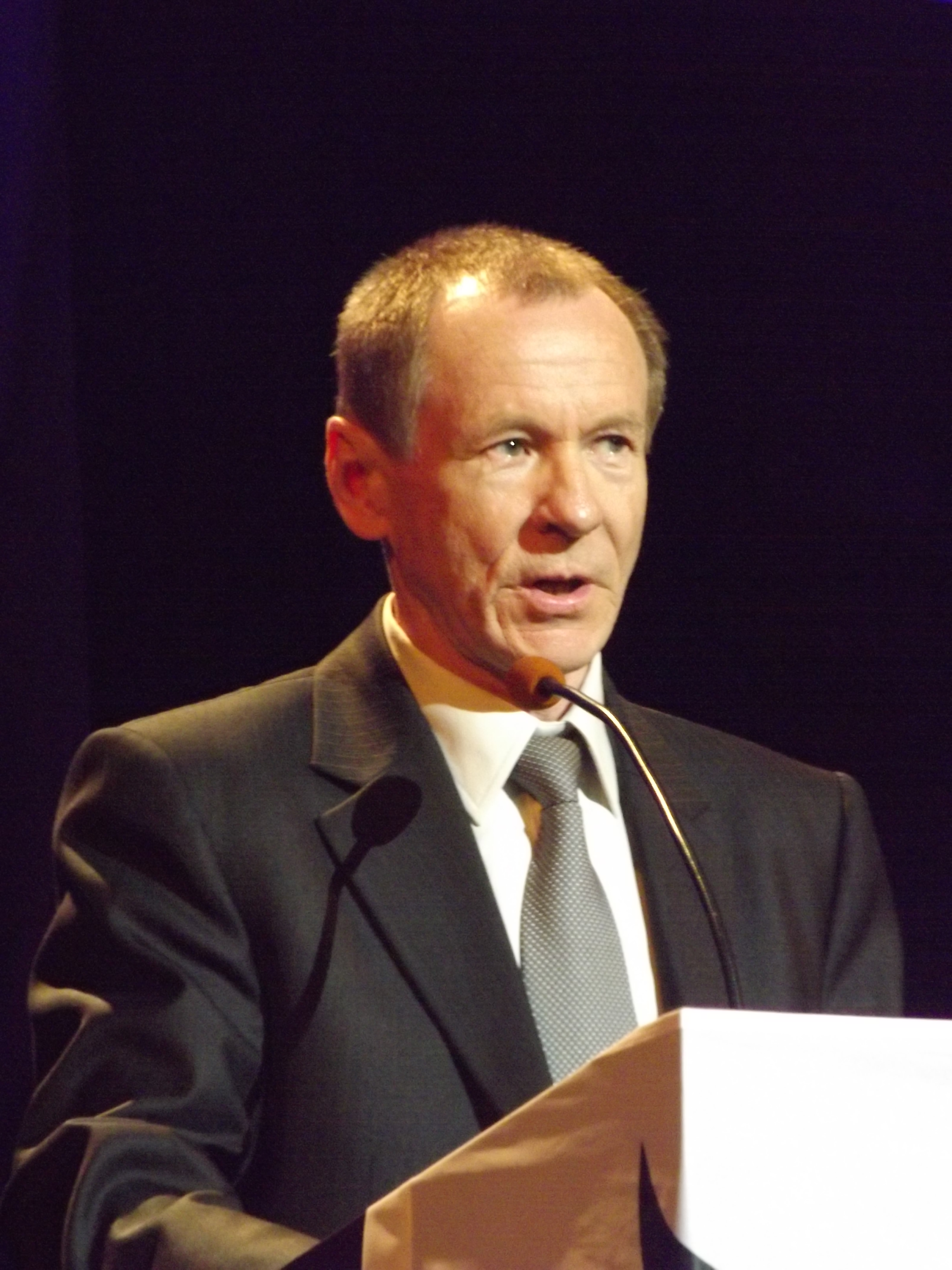
Michał Marusik, prezes partii w latach 2015–2017

W lutym 2014 Nowa Prawica zainaugurowała kampanię wyborczą do Parlamentu Europejskiego pod hasłem „Nowa Prawica – Wolna Europa”. 10 marca partia nawiązała współpracę z posłem Przemysławem Wiplerem (szefem Stowarzyszenia „Republikanie”, byłym wiceszefem partii Polska Razem).
23 marca odbył się II Kongres Nowej Prawicy organizowany przez partię oraz Fundację „Najwyższy Czas!”. Podczas kongresu oprócz liderów ugrupowania wystąpili m.in. eurodeputowany Polski Razem Marek Migalski, poseł Przemysław Wipler, publicysta i wykładowca Adam Wielomski oraz filozof, prof. Bogusław Wolniewicz. Zaprezentowano również liderów list w wyborach do Parlamentu Europejskiego. KNP (ponownie występujący jako NP JKM) zarejestrował w tych wyborach listy we wszystkich okręgach.
15 maja poseł Przemysław Wipler przystąpił do KNP, stając się pierwszym parlamentarzystą tej partii. Tego samego dnia z Kongresem związał się dotychczasowy radny PO w sejmiku pomorskim Sylwester Pruś (zostając jedynym radnym wojewódzkim tego ugrupowania).
25 maja w wyborach do Parlamentu Europejskiego KNP osiągnął wynik 7,15%, zajmując 4. miejsce. Do Parlamentu Europejskiego dostali się Janusz Korwin-Mikke, Stanisław Żółtek, Michał Marusik i Robert Iwaszkiewicz.
28 lipca do partii przystąpił kolejny poseł niezrzeszony wybrany z listy PiS Jarosław Jagiełło, jednak już 32 dni później zdecydował on o opuszczeniu ugrupowania.
7 września w wyborach uzupełniających do Senatu w okręgu nr 73 kandydat Nowej Prawicy Maciej Urbańczyk zdobył 5,31% ważnych głosów, zajmując 3. miejsce spośród 4 kandydatów, a w okręgu nr 82 Jacek Wójcicki 4,91% (zajął 5. miejsce spośród 6 kandydatów).
W dniach 11–12 października odbył się konwent partii, na którym doszło do znaczących zmian w jej władzach. Jego ważność została zakwestionowana przez sąd naczelny KNP, jednak sąd powszechny wpisał nowo wybrane władze do ewidencji.
Eurodeputowany Robert Iwaszkiewicz przystąpił w październiku do grupy Europa Wolności i Demokracji Bezpośredniej, zostając jej wiceprzewodniczącym (reszta deputowanych KNP do PE pozostała niezrzeszona).
W wyborach samorządowych KNP wystawił listy we wszystkich okręgach do sejmików województw (jako jeden z pięciu komitetów), a także m.in. kilkudziesięciu kandydatów na prezydentów miast. W wyborach do sejmików uzyskał 3,89% głosów w skali kraju (co było 5. wynikiem spośród wszystkich komitetów), nie wprowadzając żadnych radnych. Najwyższe poparcie (4,77%) partia otrzymała w województwie małopolskim, najniższe (2,76%) w województwie lubuskim. Żaden z kandydatów KNP nie przeszedł też do II tury w wyborach prezydentów miast.

#### Od 2015

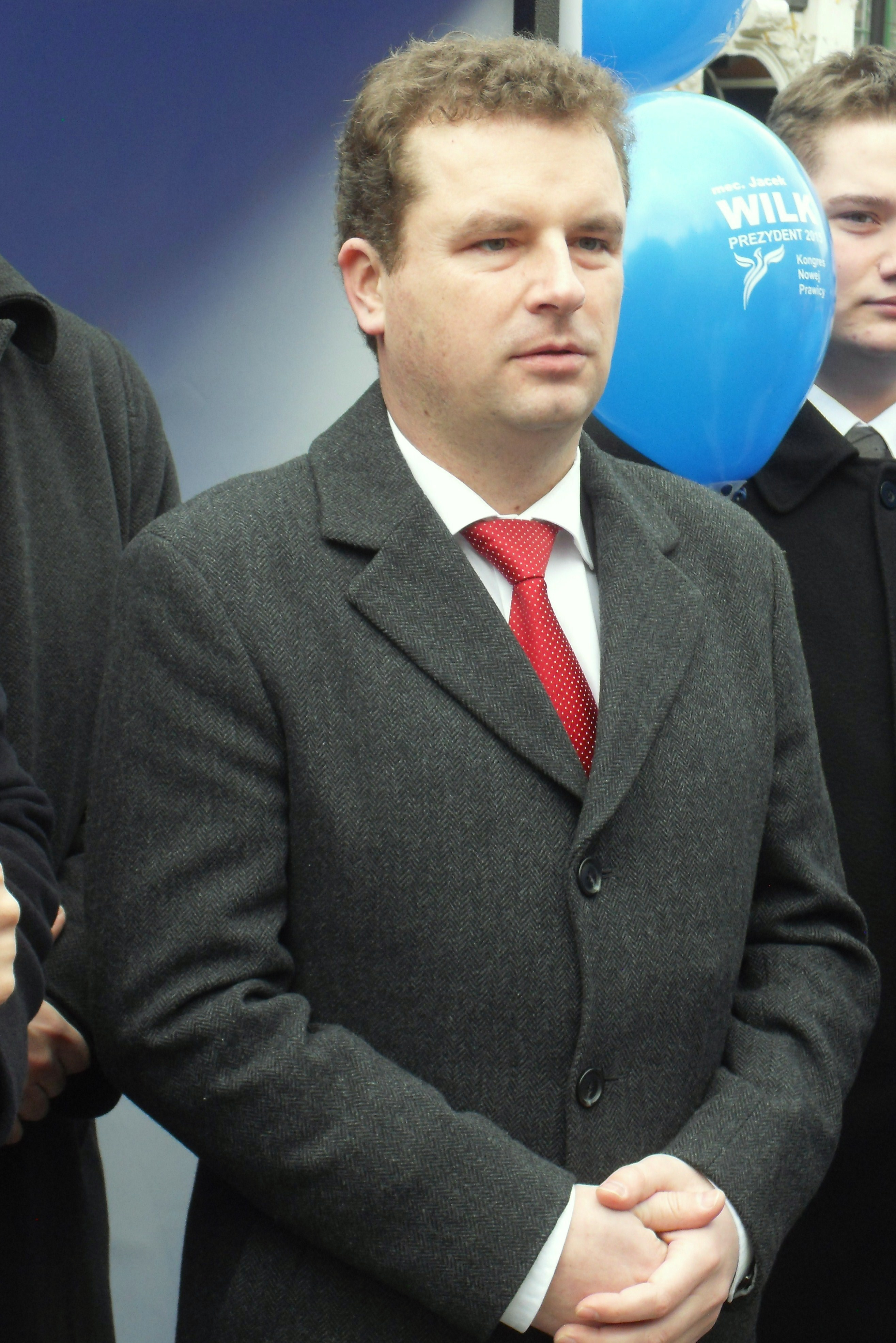
Jacek Wilk, kandydat KNP na prezydenta RP w 2015

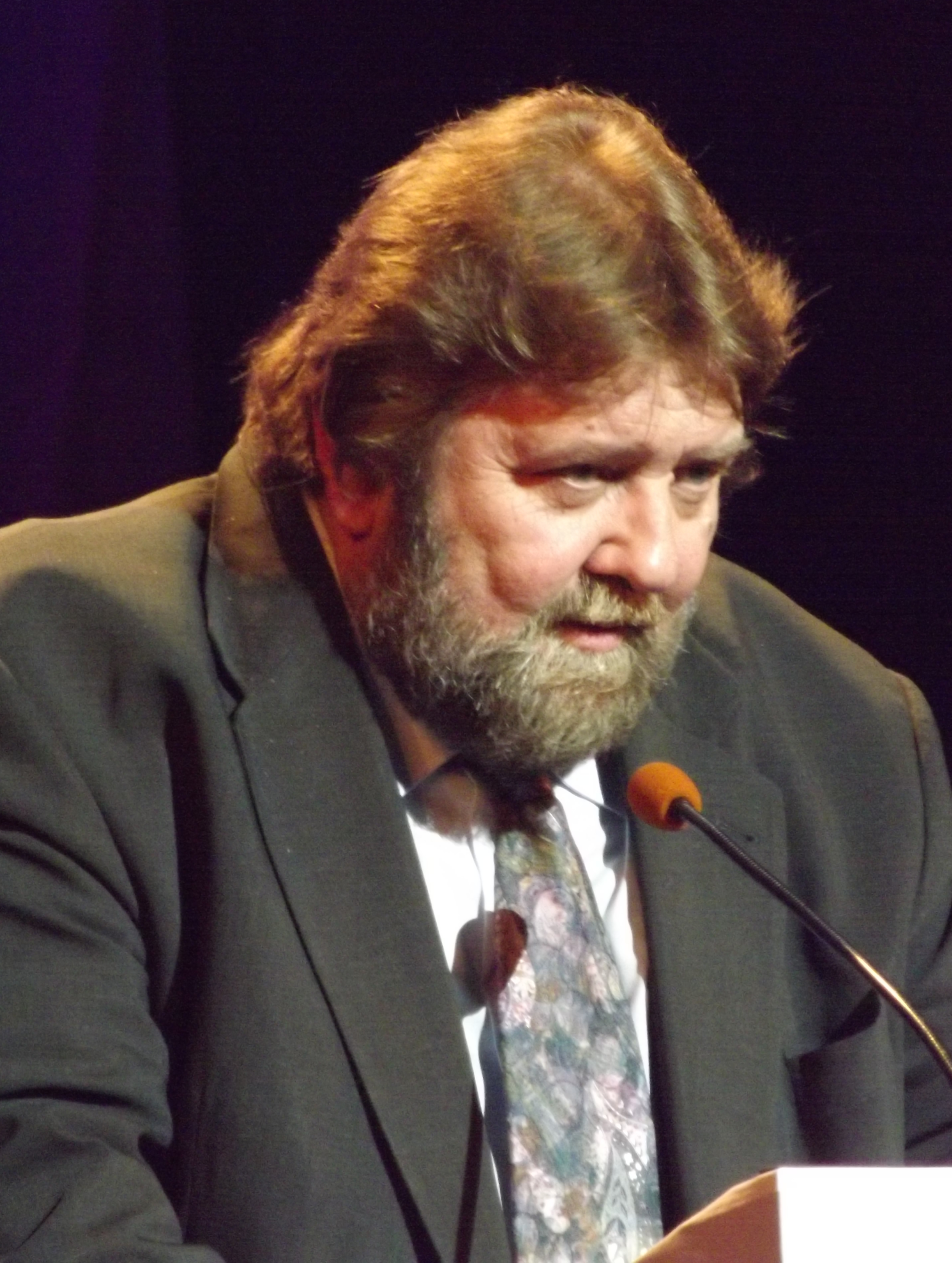
Stanisław Żółtek, prezes KNP od 2017, kandydat partii na prezydenta w 2020

5 stycznia 2015 Janusz Korwin-Mikke został zastąpiony na stanowisku prezesa partii przez Michała Marusika. 22 stycznia były prezes KNP ogłosił powstanie nowej partii pod nazwą KORWiN: Koalicja Odnowy Rzeczypospolitej Wolność i Nadzieja (zarejestrowanej sądownie 23 czerwca). Nowe ugrupowanie współtworzyli także poseł Przemysław Wipler (kilka tygodni po powołaniu KORWiN-u usunięty z KNP) i eurodeputowany Robert Iwaszkiewicz. Według założyciela nowej formacji miała być ona bardziej otwarta na osoby niepodzielające wszystkich jej postulatów. Akces do KORWiN-u zgłosiła znaczna część działaczy KNP.
W wyborach prezydenckich w 2015, pomimo wcześniejszego poparcia kandydatury Janusza Korwin-Mikkego, KNP wystawił ostatecznie Jacka Wilka. Zdobył on 68 186 głosów (0,46%), zajmując przedostatnie, 10. miejsce. Ponadto jako reprezentant KORWiN-u w wyborach uczestniczył – wciąż formalnie należący wówczas do KNP – Janusz Korwin-Mikke, osiągając 3,26% poparcia (486 084 głosy), co dało mu 4. miejsce.
16 czerwca dwaj eurodeputowani reprezentujący KNP (Michał Marusik i Stanisław Żółtek) współtworzyli frakcję Europa Narodów i Wolności.
Niektórzy działacze KNP zaangażowali się potem w działalność ruchu organizowanego przez Pawła Kukiza.
W wyborach parlamentarnych partia zarejestrowała (tym razem pod nazwą Kongres Nowej Prawicy) własne listy wyborcze w 6 z 41 okręgów do Sejmu oraz wystawiła ośmiu kandydatów na senatorów. W wyborach do Sejmu uzyskała 4852 (0,03%) głosy, zajmując 14. miejsce. Ponadto 17 członków KNP kandydowało z ramienia KWW Kukiz’15, siedmioro z list KWW Grzegorza Brauna „Szczęść Boże!” oraz pięcioro z list partii KORWiN. Do Sejmu dostał się Jacek Wilk, startujący z komitetu Kukiz’15 (zasiadł w klubie o tej nazwie).
28 stycznia 2017 Michał Marusik zrezygnował z pełnienia funkcji prezesa partii, a zastąpił go inny europoseł Stanisław Żółtek. 3 listopada tego samego roku z ugrupowania odszedł jego poseł na Sejm i I wiceprezes Jacek Wilk, przechodząc do KORWiN-u.
W wyborach samorządowych w 2018 KNP zbojkotował elekcję do sejmików. Partia wystawiła kandydata na prezydenta Rzeszowa Łukasza Beltera, który zajął ostatnie, 5. miejsce. Członek KNP Zbigniew Jarząbek wystartował także na prezydenta Wrocławia z ramienia Kukiz’15, zajmując 5. miejsce spośród 10 kandydatów. W Łodzi KNP poparł na prezydenta kandydata należącego do KORWiN-u, a w Gdańsku kandydata PiS. Spośród kandydatów na radnych, mandat komitetowi KNP przypadł w gminie Osina.
W marcu 2019 zostały zarejestrowane dwie partie powołane przez jednoczesnych liderów KNP: PolExit (także pod przywództwem Stanisława Żółtka) i Odpowiedzialność (początkowo pod przywództwem Leszka Samborskiego – po kilku miesiącach odseparowała się ona od środowiska KNP, przestała istnieć w 2024). W wyborach do Parlamentu Europejskiego w 2019 KNP (w tym jego prezes, eurodeputowany Stanisław Żółtek) wystartował w ramach Koalicyjnego Komitetu Wyborczego PolEXIT – Koalicja, który zarejestrował listy jedynie w dwóch okręgach, otrzymując 0,06% głosów. W lipcu tego samego roku PolExit został przerejestrowany na partię Zgoda, założoną przez lidera Agrounii Michała Kołodziejczaka (który jednak formalnie do niej nie przystąpił i wycofał się z udziału w projekcie), jednak w styczniu 2020 powrócił do pierwotnej nazwy.
W sierpniu 2019 ogłoszono start Kongresu Nowej Prawicy w wyborach parlamentarnych z list Prawicy Rzeczypospolitej. Wystartowała ona ostatecznie jedynie w okręgu krakowskim, gdzie na liście znalazło się kilku działaczy KNP, w tym otwierający ją prezes Stanisław Żółtek.
Kandydatem KNP i PolExit-u w wyborach prezydenckich w 2020 został prezes obu partii Stanisław Żółtek. W czerwcowym głosowaniu zajął on 7. miejsce wśród 11 kandydatów, otrzymując 45 419 głosów (0,23%). W II turze nie poparł żadnego z kandydatów.
W wyborach parlamentarnych w 2023 KNP i PolExit nie wystartowały, udzielając poparcia partii Polska Jest Jedna. W wyborach samorządowych w 2024 środowisko to nie wystartowało, natomiast w wyborach do Parlamentu Europejskiego w tym samym roku wystartowało pod szyldem partii PolExit, która zarejestrowała listy we wszystkich okręgach (wśród ich liderów znaleźli się m.in. Stanisław Żółtek i bezpartyjny już Leszek Samborski), otrzymując 0,25% głosów. W wyborach prezydenckich w 2025 Stanisław Żółtek zarejestrował komitet, jednak nie zdecydował się na ostateczny start, popierając Grzegorza Brauna z Konfederacji Korony Polskiej.

## Program
Kongres Nowej Prawicy, jako partia konserwatywno-liberalna, głosi wolność w sferze gospodarczej i konserwatyzm w systemie światopoglądowym. Swój program wyprowadza z czterech głównych zasad:
- chcącemu nie dzieje się krzywda (łac. volenti non fit iniuria),
- prawo nie działa wstecz (łac. lex retro non agit),
- umów należy dotrzymywać (łac. pacta sunt servanda),
- ciężar dowodu spoczywa na oskarżycielu (wypływa z łac. paremii Ei incumbit probatio qui dicit, non qui negat).

Program Kongresu Nowej Prawicy w znaczącej mierze czerpie z myśli i dzieł ekonomistów, będących przedstawicielami ekonomii klasycznej i propagatorami wolnego rynku, w tym laureatów Nagrody Nobla. Należą do nich m.in.: Adam Smith, Jean-Baptiste Say, Frédéric Bastiat, Ludwig von Mises, Edward Taylor, Roman Rybarski, Adam Heydel, Friedrich August von Hayek czy Milton Friedman.

### Gospodarka
Kongres Nowej Prawicy opowiada się za przywróceniem wolnego rynku, opartego wyłącznie na własności prywatnej, a wszelkie ingerencje rządu w gospodarkę uważa za szkodliwe. Partia postuluje całkowitą likwidację wielu podatków, przede wszystkim podatku dochodowego PIT i CIT oraz podatków od darowizn i kupna-sprzedaży (PCC – podatek od czynności cywilnoprawnych). Ponadto chce radykalnego i szybkiego obniżenia i uproszczenia pozostałych podatków (w tym VAT-u do 15%), zniesienia redystrybucji podatkowej (uważa za niedopuszczalne przymusowe przenoszenie przez państwo pieniędzy między ludźmi, np. od bogatych do biednych lub odwrotnie), przeprowadzenia prywatyzacji z publicznej licytacji (w tym szkolnictwa, służby zdrowia, mediów publicznych) oraz przywrócenia założeń ustawy Wilczka. Jest za całkowitym zniesieniem płacy minimalnej i przywilejów dla związków zawodowych.
Nowa Prawica chce wprowadzić konstytucyjny zakaz uchwalania budżetu z deficytem oraz radykalnie zredukować liczbę urzędników poprzez likwidację większości urzędów, agencji rządowych, pozwoleń, licencji, koncesji i decyzji administracyjnych. Sprzeciwia się wprowadzeniu waluty euro oraz dąży do zmniejszenia ingerencji UE w polską gospodarkę.

#### Podatki
Zdaniem Kongresu Nowej Prawicy, dochody budżetu z podatków mają prawo finansować wyłącznie cele wspólne w zakresie: obronności (wojsko, policja, służby specjalne), administracji państwowej i ochrony środowiska. Według KNP pozwoli to na 7-krotne obniżenie podatków. W okresie przejściowym wpływy podatkowe z VAT przeznaczane byłyby na spłatę zadłużenia oraz realizację zobowiązań emerytalno-ubezpieczeniowych wobec pracowników i emerytów obecnych w dotychczasowym systemie. Za nadrzędną zasadę KNP przyjmuje 6-letnie vacatio legis dla nowych ustaw podatkowych, w celu powstrzymania rządzących przed podnoszeniem podatków dla ich doraźnych potrzeb oraz zapewnienia stabilnych warunków dla rozwoju przedsiębiorczości.
KNP postuluje wprowadzenie nowego, powszechnego systemu podatkowego, opartego na zasadzie, że dochód obywatela nie podlega opodatkowaniu, a tym samym kontroli ze strony urzędu skarbowego. Nowa Prawica za najmniej szkodliwe dla ludzi i gospodarki uznaje cztery rodzaje podatków:
- Podatek osobisty

Zwany w polskiej tradycji pogłównym. Płacony byłby w formie ryczałtu przez wszystkich obywateli w wieku 18–68 lat – z wyjątkiem kobiet pozostających w domu – w jednakowej wysokości ok. 200 zł miesięcznie. Zastąpiłby dzisiejsze podatki dochodowe wraz ze składkami, radykalnie upraszczając przy tym sposób poboru, redukując obciążenie podatkowe, koszty pracy oraz liczbę urzędów skarbowych, a także znosząc konieczność składania skomplikowanych deklaracji podatkowych. Zasadność tego podatku Nowa Prawica tłumaczy następująco: skoro każdy obywatel ma podlegać takiej samej ochronie policji i wojska, to podatek, z którego finansowane są te instytucje, powinien być pobierany od każdego obywatela w jednakowej wysokości.
- Podatek VAT

Ze względu na obowiązujące przepisy Unii Europejskiej, Polska jako kraj członkowski UE nie może zmniejszyć podstawowej stawki podatku VAT poniżej 15%. Dlatego Nowa Prawica opowiada się za podatkiem VAT z jedną stawką na wszystkie towary i usługi w wysokości 15%.
- Podatek akcyzowy

Podobnie jak w przypadku podatku VAT, podatek akcyzowy w Unii Europejskiej jest również obowiązkowy. Nowa Prawica jest za zmniejszeniem stawki tego podatku do narzuconego krajom członkowskim minimum.
- Podatek od obszaru nieruchomości

Powinien to być podatek liniowy, płacony przez właściciela gruntu od hektara, niezależnie od rodzaju/przeznaczenia ziemi. Im większa powierzchnia terenu, tym wyższa kwota podatku – zgodnie z zasadą, że ochrona większego obszaru wymaga większego zaangażowania policji i wojska.

### Wymiar sprawiedliwości
KNP opowiada się za gruntowną reformą wymiaru sprawiedliwości, tj. sądów i prokuratur, m.in. poprzez wprowadzenie amerykańskiej zasady o ciągłości prowadzonej sprawy sądowej (proces rozpoczyna się i trwa dzień po dniu, aż do wyroku), losowy przydział sędziów do spraw sądowych oraz lokalne wybory prokuratorów rejonowych. Postuluje odejście od prewencji na rzecz surowszego karania przestępstw (m.in. poprzez usunięcie wielu martwych przepisów prawnych, w zamian za rzeczywiste egzekwowanie pozostałych). Popiera wprowadzenie kary śmierci za morderstwo, rozumiane jako zabójstwo z premedytacją.

### Sprawy społeczne
Nowa Prawica jest za likwidacją przymusu emerytalnego i ubezpieczeniowego, a w konsekwencji docelowo ZUS-u, KRUS-u oraz NFZ-u – respektując przy tym wszystkie dotychczasowe obowiązki państwa, wynikające z zawartych już umów i zobowiązań. Jest za wolnym wyborem pomiędzy prywatnym ubezpieczaniem się, inwestowaniem w majątek/rodzinę i samodzielnym oszczędzaniem – zgodnie z zasadą, że każdy człowiek ma prawo do dowolnego dysponowania zarobionymi przez siebie pieniędzmi.
Nowa Prawica za najlepszą uznaje wyłącznie prywatną opiekę zdrowotną, uzupełnianą przez rozwinięte charytatywność i dobroczynność. Według programu partii, edukacja powinna odbywać się na zasadzie dobrowolności i poprzez prywatne finansowanie na wszystkich szczeblach – co ma zapewnić konkurencyjność, niezależność, niższe koszty i najlepsze dopasowanie do potrzeb rynku.
Światopogląd partii jest konserwatywny. Opowiada się za prawem opartym na normach i zasadach cywilizacji europejskiej. Sprzeciwia się legalności aborcji i eutanazji oraz rejestracji związków partnerskich, a także finansowaniu z budżetu państwa badań nad zarodkami ludzkimi, zabiegów in vitro oraz antykoncepcji. Uważa, że kościoły i związki wyznaniowe oraz państwo powinny być względem siebie autonomiczne i niezależne – również finansowo. Popiera dostęp do broni oraz postuluje zniesienie regulacji dotyczących zakazu narkotyków.

### Ustrój państwa
Program Kongresu Nowej Prawicy zakłada wprowadzenie ustroju republikańskiego, opartego na rzeczywistym trójpodziale władz i modelu prezydenckim. Postuluje uchwalenie nowej konstytucji w duchu konserwatywno-liberalnym, staranną separację władzy wykonawczej i ustawodawczej (m.in. odebranie władzy wykonawczej, czyli rządowi, inicjatywy ustawodawczej), zmniejszenie liczby senatorów do 32 oraz utworzenie 11-osobowej Rady Stanu, która przejęłaby od zredukowanego do 120 posłów Sejmu kompetencje tworzenia ustaw.
Według programu partii, nowy rząd powinien dysponować wyłącznie kompetencjami wykonawczymi i składać się z premiera oraz sześciu ministrów:
- ministra spraw wewnętrznych,
- ministra spraw zagranicznych,
- ministra sprawiedliwości,
- ministra finansów,
- ministra obrony narodowej,
- ministra gospodarki terenami i ochrony środowiska.

Nowa Prawica jest przeciwko decydowaniu o zmianie praw w głosowaniu większościowym, akceptuje natomiast głosowanie nad wyborem osób w jednomandatowych okręgach wyborczych. Popiera armię zawodową. Opowiada się również za autonomią wszystkich regionów, zachowując jednak pierwszeństwo prawa państwowego nad regionalnym.

### Unia Europejska
Kongres Nowej Prawicy – określający się jako partia antyunijna, a zarazem proeuropejska – krytykuje Unię Europejską za, jej zdaniem, lewicową ideologię, biurokrację, etatyzm i silne interwencjonistyczne działania wobec gospodarek krajów członkowskich. Domaga się jej likwidacji i przywrócenia pierwotnej strefy wolnego handlu, jaką była Europejska Wspólnota Gospodarcza. Popiera utrzymanie i rozszerzanie Układu z Schengen.

## Struktura i działacze
Partia dzieli się na 5 makroregionów (Północ, Zachód, Wschód, Południe i Centrum) oraz na 16 regionów odpowiadających województwom.

### Organy władzy w partii
- Konwent,
- Konwentykl,
- Rada Główna,
- Zarząd,
- Prezes,
- Straż,
- Centralna Komisja Rewizyjna,
- Sąd Naczelny,
- Rada Sygnatariuszów.

Źródło: Statut KNP. nowaprawicajkm.pl, 11 listopada 2013.

### Zarząd
Prezes:
- Stanisław Żółtek

I wiceprezes:
- wakat

II wiceprezes:
- wakat

III wiceprezes:
- Beata Banasiewicz

Sekretarz:
- Norbert Czarnek

Skarbnik:
- Janusz Żurek

### Posłowie doParlamentu EuropejskiegoVIII kadencji
- Michał Marusik, Europa Narodów i Wolności
- Stanisław Żółtek, Europa Narodów i Wolności

Wcześniejsi eurodeputowani KNP VIII kadencji:
- Robert Iwaszkiewicz (od stycznia 2015 reprezentujący KORWiN), Europa Wolności i Demokracji Bezpośredniej – do 23 czerwca 2015
- Janusz Korwin-Mikke (od stycznia 2015 reprezentujący KORWiN), niezrzeszony – do 23 czerwca 2015

### Poseł KNP naSejmVIII kadencji
- Jacek Wilk, wybrany z listy komitetu Kukiz’15 – do 3 listopada 2017, przeszedł do KORWiN

### Posłowie KNP naSejmVII kadencji
- Jarosław Jagiełło, wybrany z listy Prawa i Sprawiedliwości – od 28 lipca 2014 do 29 sierpnia 2014
- Przemysław Wipler (od stycznia 2015 reprezentujący KORWiN), wybrany z listy Prawa i Sprawiedliwości – od 15 maja 2014 do lutego bądź marca 2015

## Organy prasowe
W czasie wyborów w 2011 powstał „Tygodnik Nowej Prawicy”, na czele którego stał wiceprezes Mieczysław Burchert oraz Łukasz Pilarski i Marek Nowakowski. W 2012 Łukasz Cichy zainicjował powstanie i został redaktorem naczelnym „Biuletynu Nowej Prawicy”, który istniał do 2015.

## Poparcie w wyborach

### Wybory parlamentarne
| Wybory | Sejm    | Sejm       | Sejm  | Sejm    | Sejm    | Senat   | Senat   |
| Wybory | Głosy   | Głosy      | Głosy | Mandaty | Mandaty | Mandaty | Mandaty |
| Wybory | Liczba  | %          | +/–   | Liczba  | +/–     | Liczba  | +/–     |
| ------ | ------- | ---------- | ----- | ------- | ------- | ------- | ------- |
| 2011   | 151 837 | 1,06 (7.)  | –     | 0/460   | –       | 0/100   | –       |
| 2015   | 4 852   | 0,03 (14.) | 1,02  | 1/460   | 1       | 0/100   | –       |
| 2019   | –       | –          | –     | 0/460   | 1       | 0/100   | –       |

### Wybory do Parlamentu Europejskiego
| Wybory | Głosy   | Głosy     | Głosy | Mandaty | Mandaty |
| Wybory | Liczba  | %         | +/–   | Liczba  | +/–     |
| ------ | ------- | --------- | ----- | ------- | ------- |
| 2014   | 505 586 | 7,15 (4.) | –     | 4/51    | –       |
| 2019   | 7 900   | 0,06 (8.) | 7,09  | 0/51    | 4       |
| 2024   | 29 195  | 0,25 (7.) | 0,19  | 0/51    |         |

W wyborach do Parlamentu Europejskiego w 2014 najlepszy wynik Kongres Nowej Prawicy uzyskał wśród Polaków mieszkających w Irlandii, gdzie zwyciężył i zdobył 39,36% oddanych głosów ważnych. Kongres zwyciężył również wśród Polonii w Wielkiej Brytanii, gdzie zdobył 37% oddanych głosów, w Islandii – 30,25% oraz w Norwegii – 27,60%.

### Wybory prezydenckie
| Wybory | Kandydat         | I tura | I tura     |
| Wybory | Kandydat         | Głosów | %          |
| ------ | ---------------- | ------ | ---------- |
| 2015   | Jacek Wilk       | 68 186 | 0,46 (10.) |
| 2020   | Stanisław Żółtek | 45 419 | 0,23 (7.)  |

## Partie powołane przez jednoczesnych działaczy KNP

### PolExit
PolExit (PolEXIT) to partia polityczna, której powołanie ogłosił w styczniu 2019 w Parlamencie Europejskim prezes Kongresu Nowej Prawicy Stanisław Żółtek. 14 marca tego samego roku został zarejestrowany sądownie. Prezesem partii został Stanisław Żółtek, a w zarządzie zasiedli również inni działacze KNP: jego skarbnik Janusz Żurek, a także Tomasz Krzciuk i Antoni Sajdak.

### Odpowiedzialność
Odpowiedzialność to partia polityczna powołana w grudniu 2018 przez członków władz Kongresu Nowej Prawicy. Zarejestrowana sądownie została 15 marca 2019. Jej prezesem został sekretarz KNP Leszek Samborski (w latach 2004–2005 poseł PO), skarbnikiem Janusz Żurek (pełniący tę samą funkcję w KNP, zasiadający także w zarządzie partii PolExit), a w zarządzie zasiedli również Łukasz Belter (do wiosny 2019 I wiceprezes KNP) oraz prezes KNP i PolEXIT-u, eurodeputowany Stanisław Żółtek (otwierający jedną z dwóch list KKW PolEXIT-Koalicja w eurowyborach w 2019, na które Odpowiedzialność powołała własny komitet, jednak nie zarejestrowała list). W wyborach parlamentarnych w tym samym roku partia ponownie pomimo rejestracji komitetu nie wystartowała. Wezwała do oddawania w tych wyborach głosów nieważnych. Pierwszy konwent zwyczajny partii, która rozluźniła związki z KNP i Zgodą, odbył się 30 listopada 2019. Wybrano na nim nowe władze, prezesem pozostał Leszek Samborski (Stanisław Żółtek i Janusz Żurek nie znaleźli się ponownie we władzach). W wyborach prezydenckich w 2020 start ogłosił Leszek Samborski (nie pełniący już funkcji sekretarza KNP, który jako kandydata na prezydenta wystawił swojego prezesa Stanisława Żółtka). Jego kandydatura nie została jednak zarejestrowana przez PKW. 13 sierpnia 2020, po rezygnacji Leszka Samborskiego z funkcji prezesa partii, konwentykl wybrał na nią Łukasza Beltera. W wyborach parlamentarnych w 2023 komitet partii nie wystawił kandydatów, jednak trzej działacze Odpowiedzialności wystartowali do Sejmu z list Bezpartyjnych Samorządowców (w tym prezes partii Łukasz Belter, który był liderem listy w okręgu łódzkim). W wyborach do Parlamentu Europejskiego w 2024 już jako bezpartyjni okręgowe listy PolExit-u otworzyli m.in. były prezes Odpowiedzialności Leszek Samborski oraz stojący ostatnio na czele centralnej komisji rewizyjnej Odpowiedzialności Grzegorz Rykała. Odpowiedzialność została wyrejestrowana przez sąd 23 maja 2024.
- Archiwalna strona partii Odpowiedzialność